# Africa Magic
Africa Magic é uma Rede de canais de entretenimento de TV paga que se concentram na programação africana, principalmente séries e filmes nigerianos. Africa Magic, que começou como canal único com o mesmo nome, é uma marca propriedade da M-Net e agora compreende sete canais.

## História
Africa Magic foi lançado em julho de 2003 como um canal de cinema e entretenimento em geral voltado para mostrar o talento de Nollywood , a cultura e a alta costura africanas. Na altura do seu lançamento, recebeu grande popularidade entre os assinantes da DStv, especialmente na África do Sul e na Nigéria. Assim, foi possível o lançamento de um canal irmão, o Africa Magic Plus. Os dois canais adotaram outra identidade de marca e, na década seguinte, a marca se expandiu para incluir mais sete canais que incluíam filmes, programas de televisão e entretenimento em geral. O Africa Magic transmite em mais de 50 países africanos.  Os canais incluem Africa Magic Family, Africa Magic Showcase, Africa Magic Yoruba, África Magic Igbo, África Magic Hausa . África Magic Epic e África Magic Urban. A Africa Magic também é responsável pelos prémios anuais Africa Magic Viewers' Choice Awards (AMVCAs), a maior celebração de talentos do cinema e da televisão em África.

## Programas originais do Africa Magic
- Aajiirebi
- A próxima top model de África
- Antes dos 30
- 53 extras
- Jara
- Destaques com IK
- Estrela
- Grande Irmão África
- Ouropel
- Os Johnsons
- Hotel Majestoso
- Cruz de Jacó
- Faça o bem
- Silêncio
- Campo de batalha
- Jemeji
- A Voz Nigéria
- Meus colegas de apartamento
- Kona
- Grande irmão Naija
- Proibido
- Ajoche
- Véspera
- Riona
- Enakhé
- Solteiro (Nigéria)
- Halita
- Labuta
- Campo de batalha

## Estações
O Africa Magic começou como um único canal de Nollywood que ganhou popularidade entre os maiores geradores de receitas da Multichoice, a África do Sul e a Nigéria , razão pela qual o Africa Magic plus foi lançado. Posteriormente, eles foram renomeados junto com a criação de novos canais. Em 2017, seu canal reprise, Africa Magic World, foi descontinuado devido à falta de audiência.

## Afiliados
Estes são canais afiliados ao Africa Magic e partilham a maior parte dos programas, que são provenientes de forma independente das suas respectivas regiões. O conteúdo desses canais é exibido em sua trilha sonora original ou dublado em inglês.
- Maisha Magic – Anteriormente Africa Magic Swahili. Um canal voltado para a diáspora da África Oriental. Possui cinco canais de entretenimento dedicados, Maisha Magic East , Maisha Magic Plus , Maisha Magic Bongo , Maisha Magic Movies e Maisha Magic POA.
- Jango Magic – O canal de inspiração da África Ocidental que serve Angola e Moçambique com uma versão queniana do The Voice
- Zambezi Magic – Canal que atende países da África Austral, como Zimbábue e Botswana. Ele carrega principalmente séries dramáticas originais e conteúdo de Mzansi Magic.
- Pearl Magic – Canal que atende a diáspora de Uganda.
- Mzansi Magic – Canal que transmite séries sul-africanas. Muitos de seus programas são exibidos no Africa Magic Showcase e no Africa Magic Urban. Possui canais irmãos Mzansi Wethu, Mzansi Bioskop e Mzansi Music
- Akwaaba Magic - canal que atende o público ganense.
- Abol TV - canal criado para o público que fala amárico.

## Serviços extintos
- Africa Magic World - Canal derivado do MagicWorld . Reproduzido principalmente em reprises. Fechado em 30 de abril de 2017 devido à falta de audiência.[5]
- Africa Magic Go - serviço de vídeo sob demanda baseado em assinatura disponível para usuários fora da África. Fechado em 30 de novembro de 2015.[6]